# Hampshire County (Massachusetts)
Das Hampshire County ist ein County im Bundesstaat Massachusetts der Vereinigten Staaten. Der Verwaltungssitz (County Seat) ist Northampton. Das U.S. Census Bureau hat bei der Volkszählung 2020 eine Einwohnerzahl von 162.303 ermittelt.
Nach Abschaffung der Bezirksregierung 1999 existiert das County nur noch als historische geographische Region und dient einigen administrativen Zwecken. Es wird zudem seit 2023 vom Office of Management and Budget zu statistischen Zwecken als Amherst Town–Northampton, MA Metropolitan Statistical Area geführt.

## Regierung
Wie eine knappe Mehrheit der Countys in Massachusetts, besitzt Hampshire County heute keine County-Regierung mehr. Alle vorherigen Aufgaben des Countys wurden 1999 durch Staatsbehörden übernommen. Der Sheriff und einige andere regionale Beamte mit besonderen Aufgaben werden noch immer lokal gewählt, um Aufgaben innerhalb des Countys wahrzunehmen. Die Gemeinden haben nun eine größere Autonomie und können regionale Verträge abschließen, um Dienstleistungen gemeinsam anzubieten.

## Geographie
Das County hat eine Fläche von 1413 Quadratkilometern, wovon 42 Quadratkilometer Wasserfläche sind. Es grenzt im Uhrzeigersinn an folgende Countys: Franklin County, Worcester County, Hampden County und Berkshire County.

## Geschichte
Hampshire County wurde 1662 aus dem westlichen Teil von Massachusetts gebildet.
Zwei Stätten im County haben den Status einer National Historic Landmark, das Wohnhaus der Dichterin Emily Dickinson und die William Cullen Bryant Homestead. 81 Bauwerke und Orte des Countys sind insgesamt im National Register of Historic Places eingetragen (Stand 17. November 2017).

## Demographie
Laut der Volkszählung im Jahr 2000 lebten im Hampshire County 152.251 Einwohner in 55.991 Haushalten und 33.818 Familien. Die Bevölkerung setzte sich aus 91,10 Prozent Weißen, 1,96 Prozent Afroamerikanern, 3,40 Prozent Asiaten und 0,19 Prozent amerikanischen Ureinwohnern zusammen. 3,42 Prozent der Bevölkerung waren spanischer oder lateinamerikanischer Abstammung. Das Prokopfeinkommen betrug 21.685 US-Dollar; 5,1 Prozent der Familien sowie 9,4 Prozent der Bevölkerung lebten unter der Armutsgrenze.

## Städte und Gemeinden
| - Amherst - Belchertown - Chesterfield - Cummington - Easthampton | - Goshen - Granby - Hadley - Hatfield - Huntington | - Middlefield - Northampton - Pelham - Plainfield - South Hadley | - Southampton - Ware - Westhampton - Williamsburg - Worthington |